# Xianjing
Xianjing (kinesiska: 仙井, 仙井乡) är en socken i Kina. Den ligger i provinsen Hunan, i den södra delen av landet, omkring 60 kilometer sydost om provinshuvudstaden Changsha. Antalet invånare är 30019. Befolkningen består av 14 457 kvinnor och 15 562 män. Barn under 15 år utgör 16,0 %, vuxna 15-64 år 73 %, och äldre över 65 år 10,0 %.
Genomsnittlig årsnederbörd är 1 875 millimeter. Den regnigaste månaden är maj, med i genomsnitt 330 mm nederbörd, och den torraste är oktober, med 39 mm nederbörd.